# Horní zámek (Panenské Břežany)
Horní zámek v Panenských Břežanech je barokní zámek nacházející se nad jádrem obce Panenské Břežany v okrese Praha-východ ve Středočeském kraji. Zámek obklopuje park a součásti areálu je barokní kaple svaté Anny od Jana Blažeje Santiniho-Aichela a další cenné objekty. Zámek i areál spadá pod správu Oblastního muzeua Praha-východ, které zde vybudovalo Památník národního útlaku a odboje. Od 3. května 1958 je chráněn jako kulturní památka.

## Popis

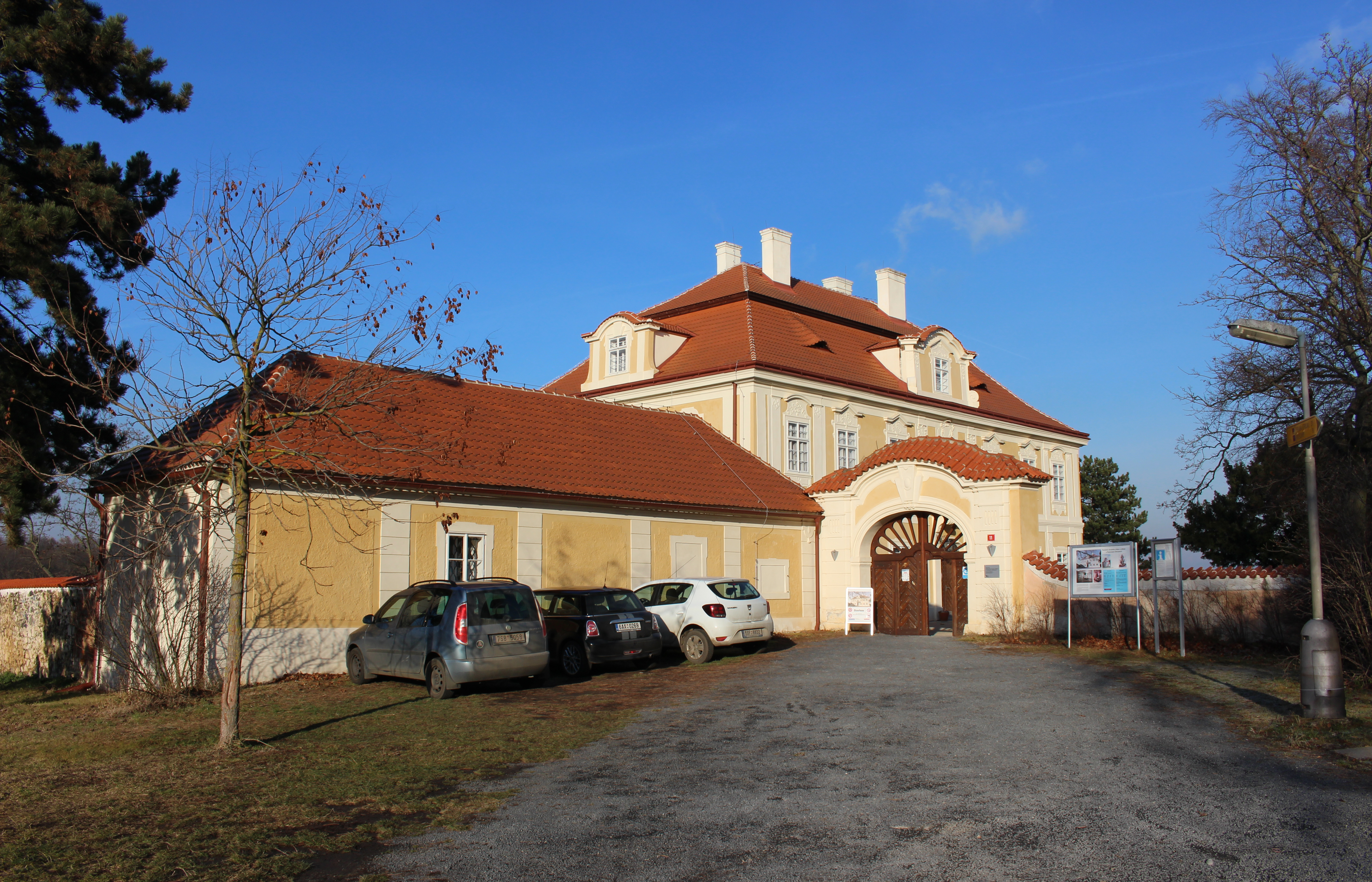
Vstup do areálu Horního zámku

Do areálu se vstupuje prolomenou půlkruhově klenutou bránou. Zámek obdélného půdorysu je samostatně obehnán ohradní zdí.
Barokní styl Horního zámku se projevuje nejen v jeho exteriéru, ale i v bohatě zdobených interiérech. Velký důraz byl kladen na symetrii a estetiku. Stropy jsou zdobené freskami, v interiéru se nachází zachovalý mobiliář. V prvním patře se nachází zrekonstruovaná prvorepubliková koupelna (dochovaly se původní mramorové prvky).

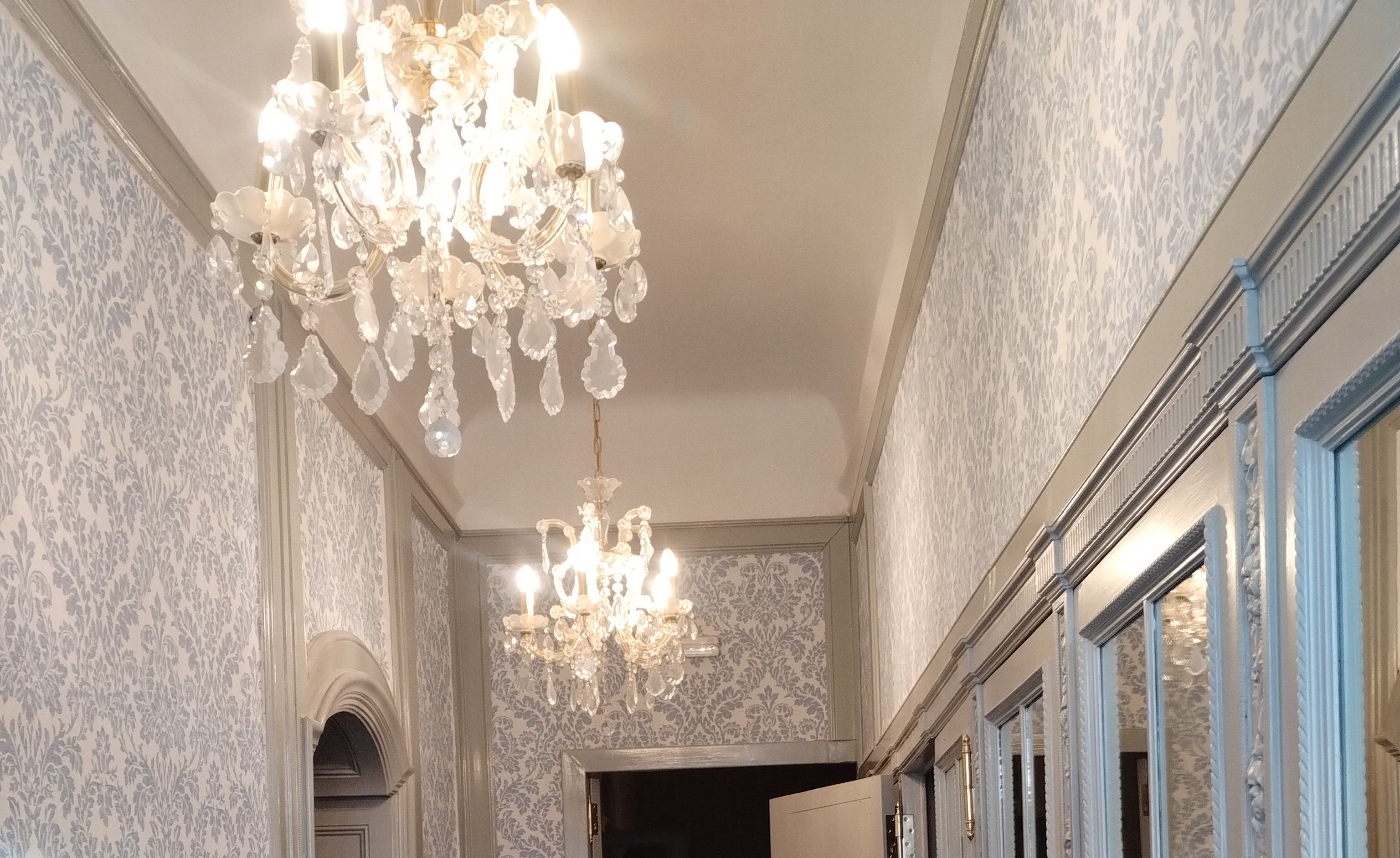
Stropy s lustry v interiéru Horního zámku

V přilehlém parku se nachází barokní kaple sv. Anny, jejímž autorem je Jan Blažej Santini-Aichel. K východnímu cípu ohradní zdi je přistavěn objekt márnice. Před kaplí stojí sloupy se sochami svatého Vavřince a Nejsvětější Trojice, opodál pak sloup se sochou svatého Floriána. V blízkosti budovy zámku stojí sloup se sochou svatého Benedikta. V parku se nalézá řada soch, například sousoší dvou putti a socha lva, a kamenné vázy na podstavcích. V jižní části zámeckého parku je umístěn bazén se dvěma altány spojenými pergolou.

## Historie

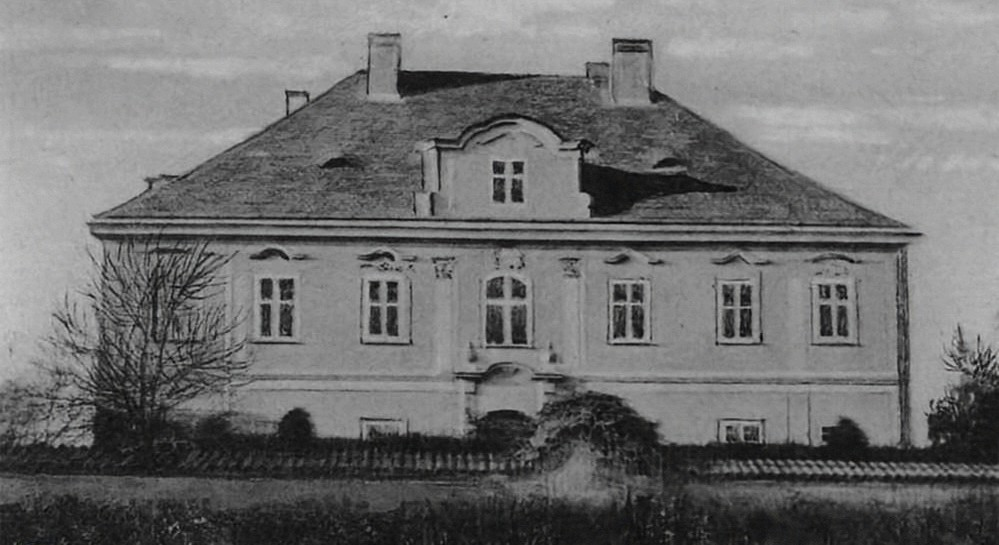
Horní zámek na dobové fotografii, s původní ohradní zdí a bez balkonu

První písemná zpráva o tvrzi v Panenských Břežanech pochází z roku 1441. Barokní zámek nechala na přelomu 17. a 18. století v Panenských Břežanech postavit abatyše svatojiřského kláštera Františka Helena Pieroni da Galiano, dcera architekta a matematika Giovanniho Pieroniho, jako své letní sídlo. Zároveň nechala postavit i Santiniho kapli svaté Anny (1705–1707), která byla se zámkem propojená krytou chodbou. Zámek byl majetkem kláštera benediktinek u svatého Jiří na Pražském hradě až do jeho zrušení v době reforem za Josefa II.
V roce 1820 koupil zámek August Ledebour-Wicheln. Od roku 1823 patřil Johannu Somsichovi a od roku 1828 Friedrichu Riese-Stallburgovi, který v Panenských Břežanech vybudoval další, tzv. Dolní zámek. Jeho stavba majitele a jeho dědice značně finančně vyčerpala a v roce 1901 veškerý zadlužený majetek, včetně Dolního a Horního zámku, převzala Hospodářská a úvěrová banka, která ho rozprodala věřitelům. Majetek (včetně obou zámků) koupil v roce 1909 podnikatel v cukrovarnickém průmyslu Ferdinand Bloch-Bauer, jehož manželku Adele Bloch-Bauer portrétoval malíř Gustav Klimt jako Zlatou Adele.
Horní zámek poté krátce vlastnil podnikatel Bedřich Brdlík, který se dostal do insolvence a zámek v dražbě získal v roce 1927 výrobce nábytku Friedrich (Bedřich) Gerstel. Ten v něm zřídil předváděcí prostory svých produktů. Firma Emil Gerstel, kterou převzal po otci Emilu Gerstelovi, vyráběla ve 20. a 30. letech 20. století luxusní nábytek a vybavovala interiéry jak na evropských královských dvorech, tak i československým prezidentům T. G. Masarykovi a Edvardu Benešovi. Zámek Gerstel částečně dotvořil v neobarokním slohu. Na hlavní budově nechal přistavět balkon nad vchodem a proboural zeď, která oddělovala nádvoří od parku. Samotný park přebudoval do neobarokní podoby a do zahrady zasadil vyhřívaný bazén. Gerstel s rodinou se na začátku německé okupace stihl vystěhovat do USA a rodinný majetek byl konfiskován ve prospěch Německé říše.

Expozice nábytku Gerstel
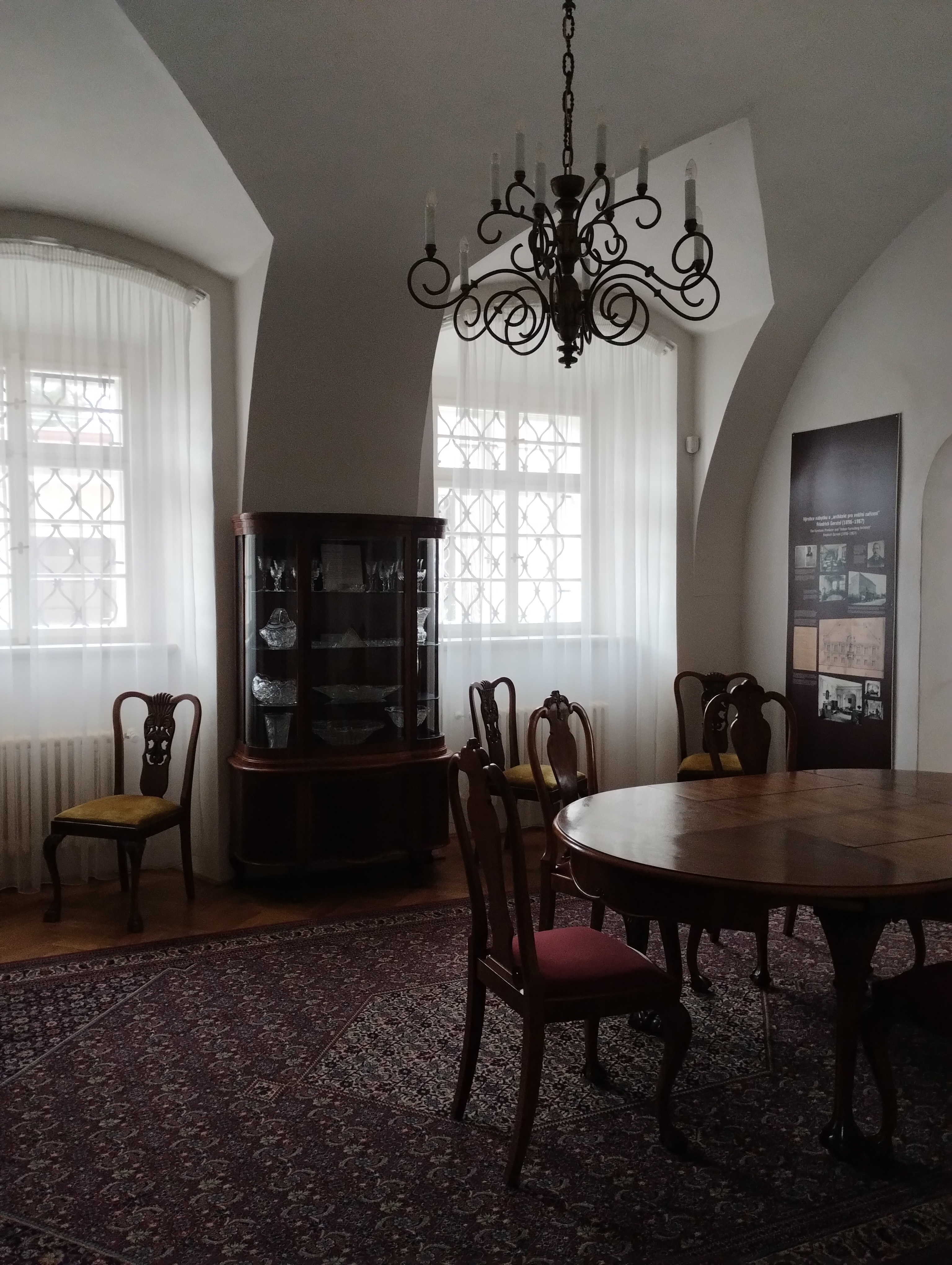
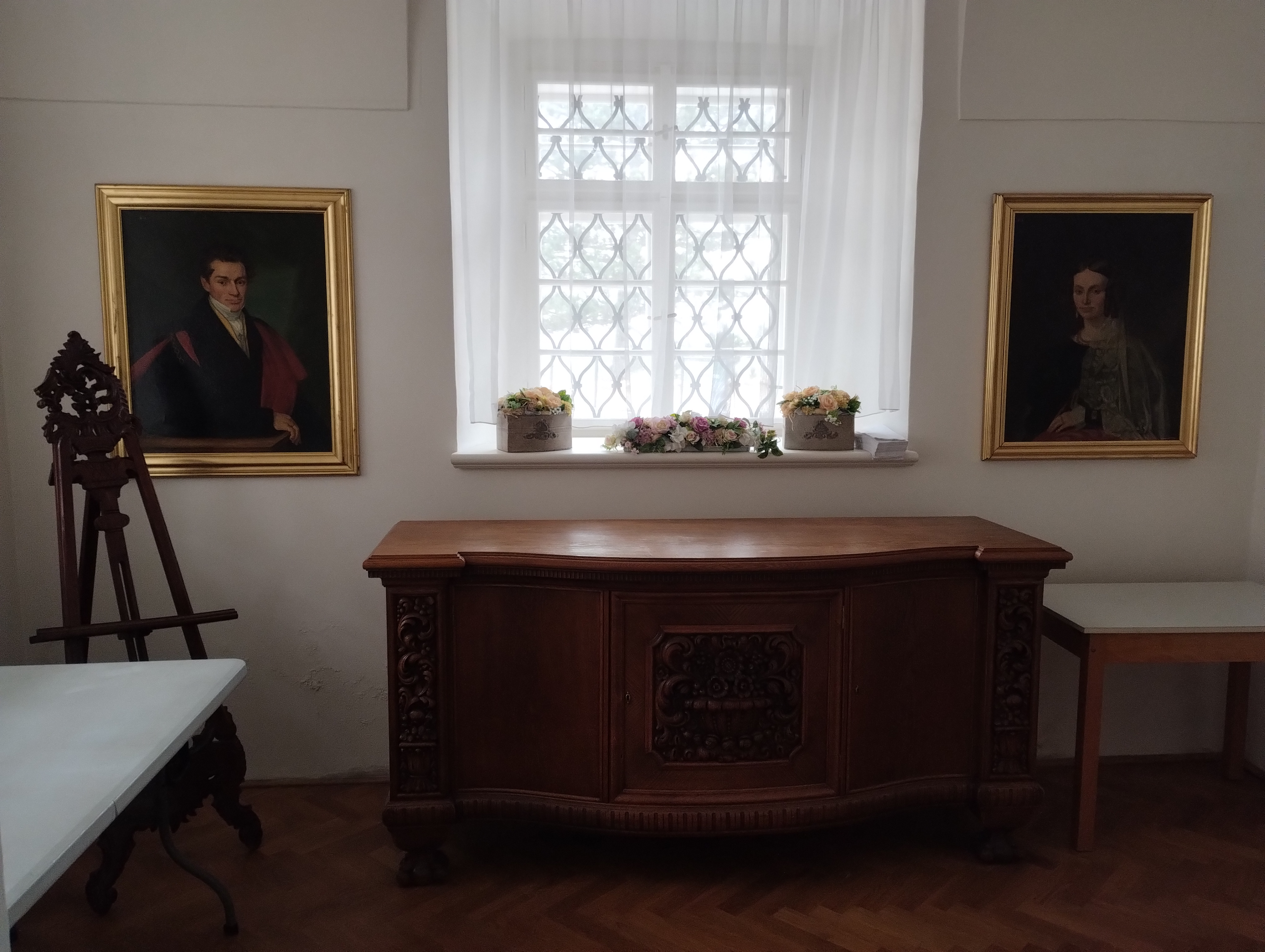
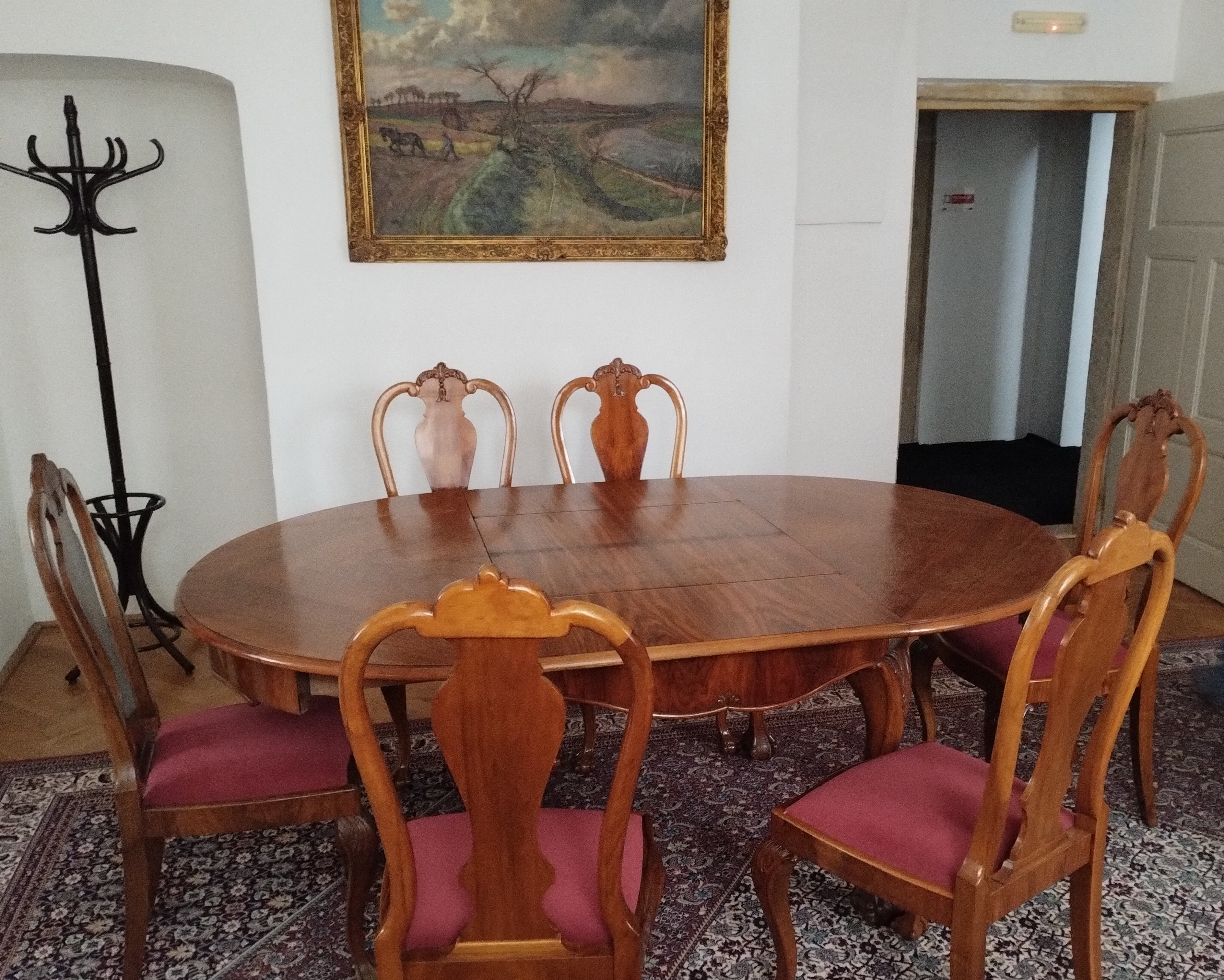
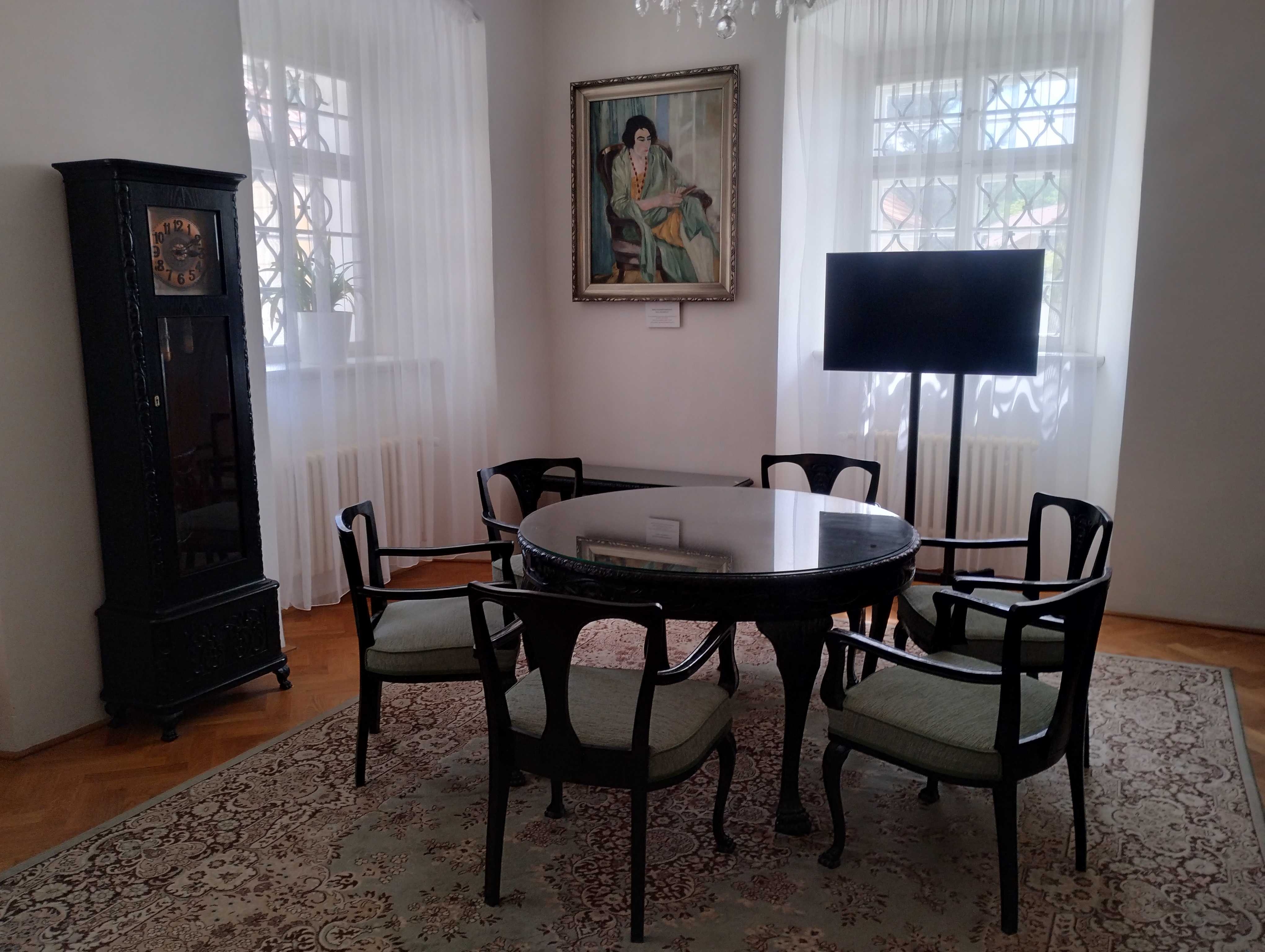

Za Protektorátu Čechy a Morava se v Horním zámku usadil Karl Hermann Frank. Po roce 1945 přešel zámek do majetku státu. Do roku 1957 fungoval jako školící středisko Krajského národního výboru Pražského kraje.
Až do roku 2011 byl v prostorách zámku domov důchodců. Poté, co Středočeský kraj rozhodl o zřízení muzea, byl domov pro seniory zrušen. V roce 2012 získalo Horní zámek a kapli do správy Oblastní muzeum Praha-východ. V roce 2014 byla zahájena realizace projektu vybudování Památníku národního útlaku a odboje, v jehož rámci došlo k rekonstrukci zdevastovaného objektu. Byly odstraněny nevhodné architektonické zásahy z doby, kdy se tu nacházel domov důchodců (přístavbu zádveří, úpravy okenních otvorů či jejich zazdění, nevhodné podlahové krytiny atd.) a došlo například k opravě mansardového krovu. Památník byl otevřen 8. prosince 2016.
V roce 2024 byla dokončena rekonstrukce a revitalizace zámeckého parku. Byla obnovena ohradní zeď, objekt márnice byl přestavěn na zázemí občerstvení a vznikla nová vyhlídková terasa. Sochy v parku byly zrestaurovány, rekonstrukcí prošly i vodní prvky a zavlažovací systém byl modernizován.

## Zajímavosti
- V areálu Horního zámku se natáčely následující filmy:[22][23]
  - Příklady táhnou (1939, režie Miroslav Cikán) s Natašou Gollovou;
  - Dravci (1948, režie: Jiří Weiss);
  - Milujeme (1951, režie a scénář: Václav Kubásek a Jaroslav Novotný);
  - Nezralé maliny (1980, režie: František Filip)
  - Slavné historky zbojnické (1985, režie Hynek Bočan);
  - Santiniho jazyk (2011, režie: Jiří Strach) s Davidem Švehlíkem.

- Památník národního útlaku a odboje zvítězil v národní soutěži muzeí Gloria musaealis 2016 v kategorii „Muzejní počin roku“.[18]

## Galerie

Sochařská výzdoba zámeckého parku
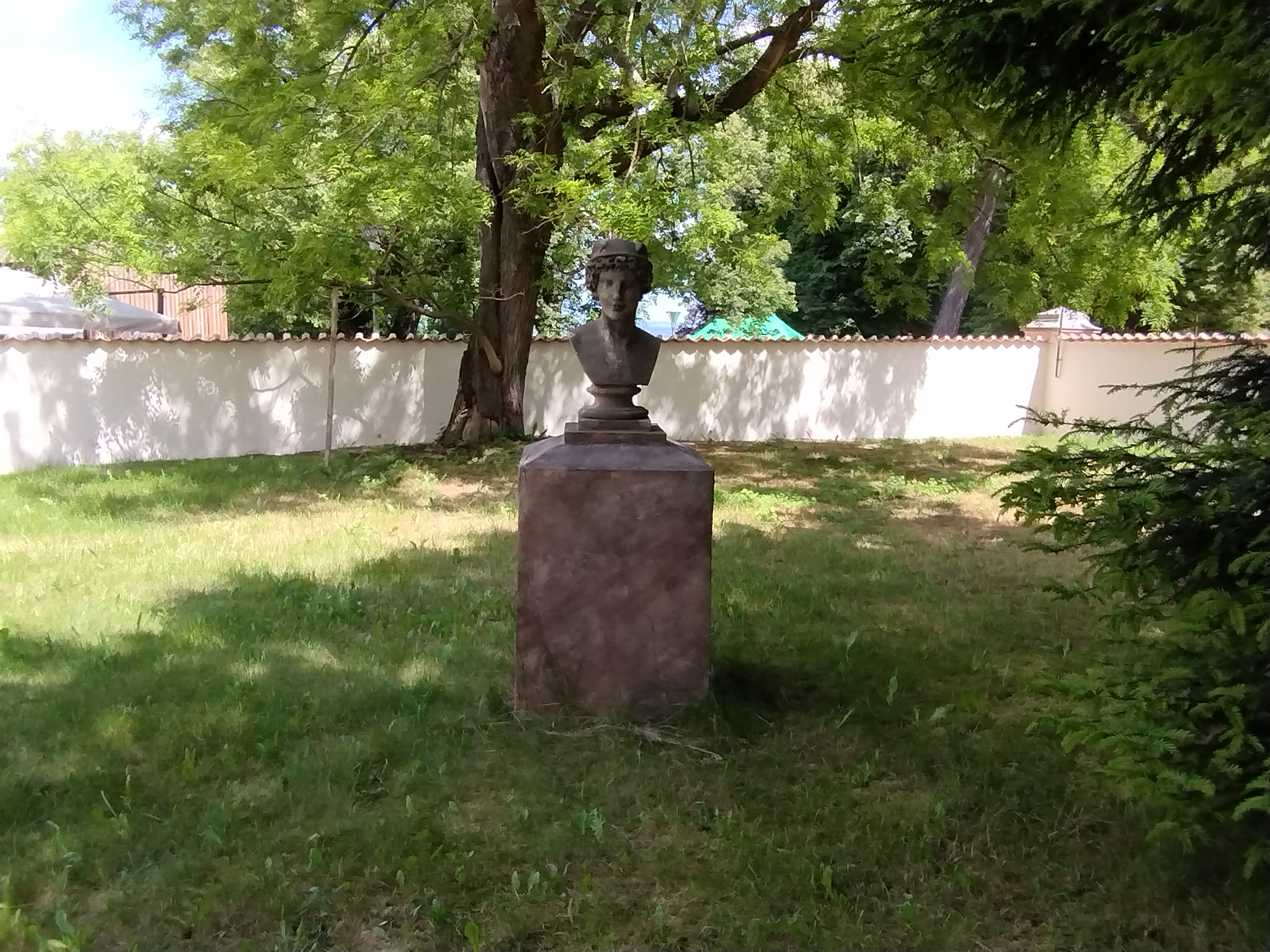
Busta
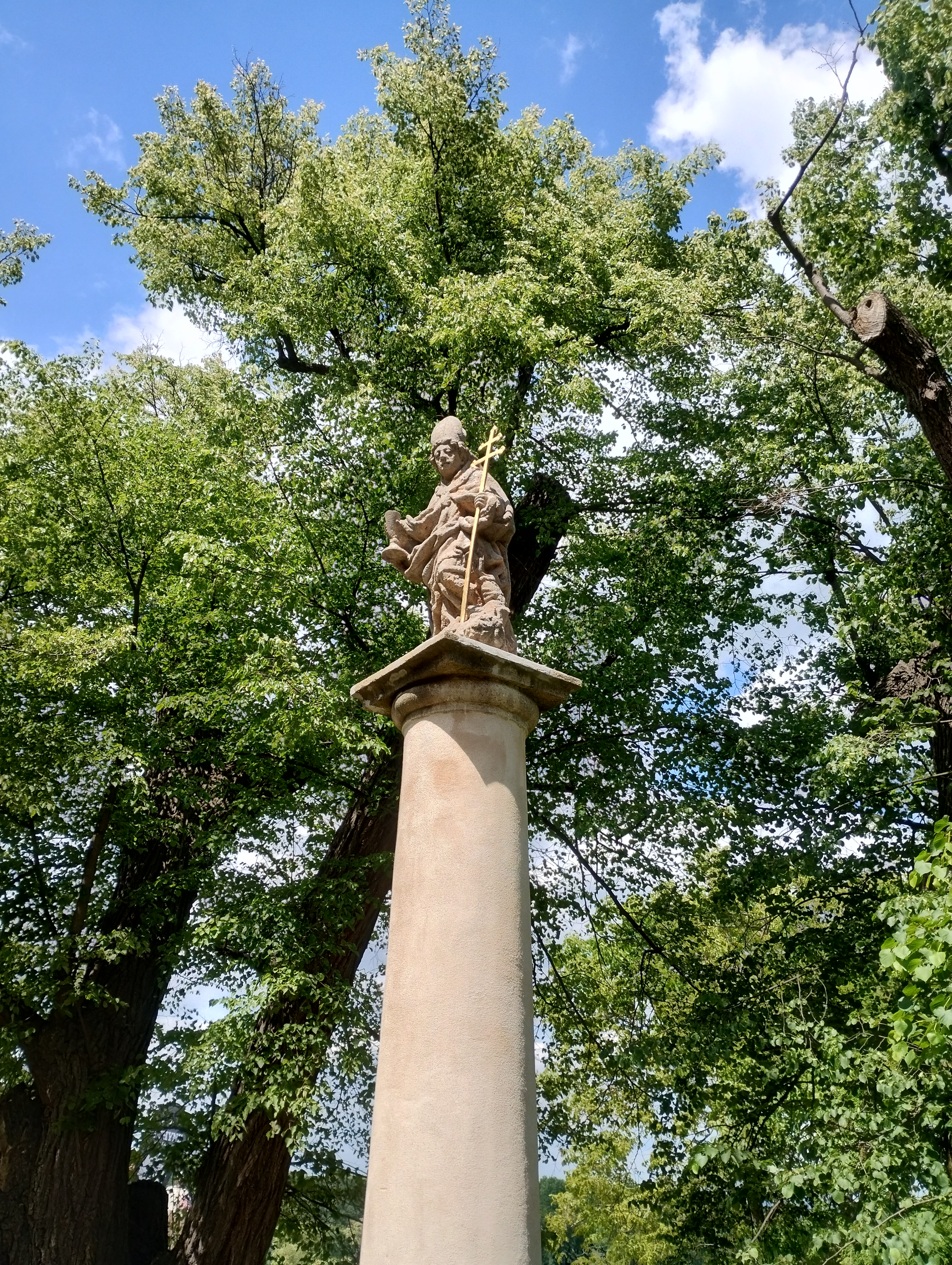
Sloup se sochou sv. Benedikta
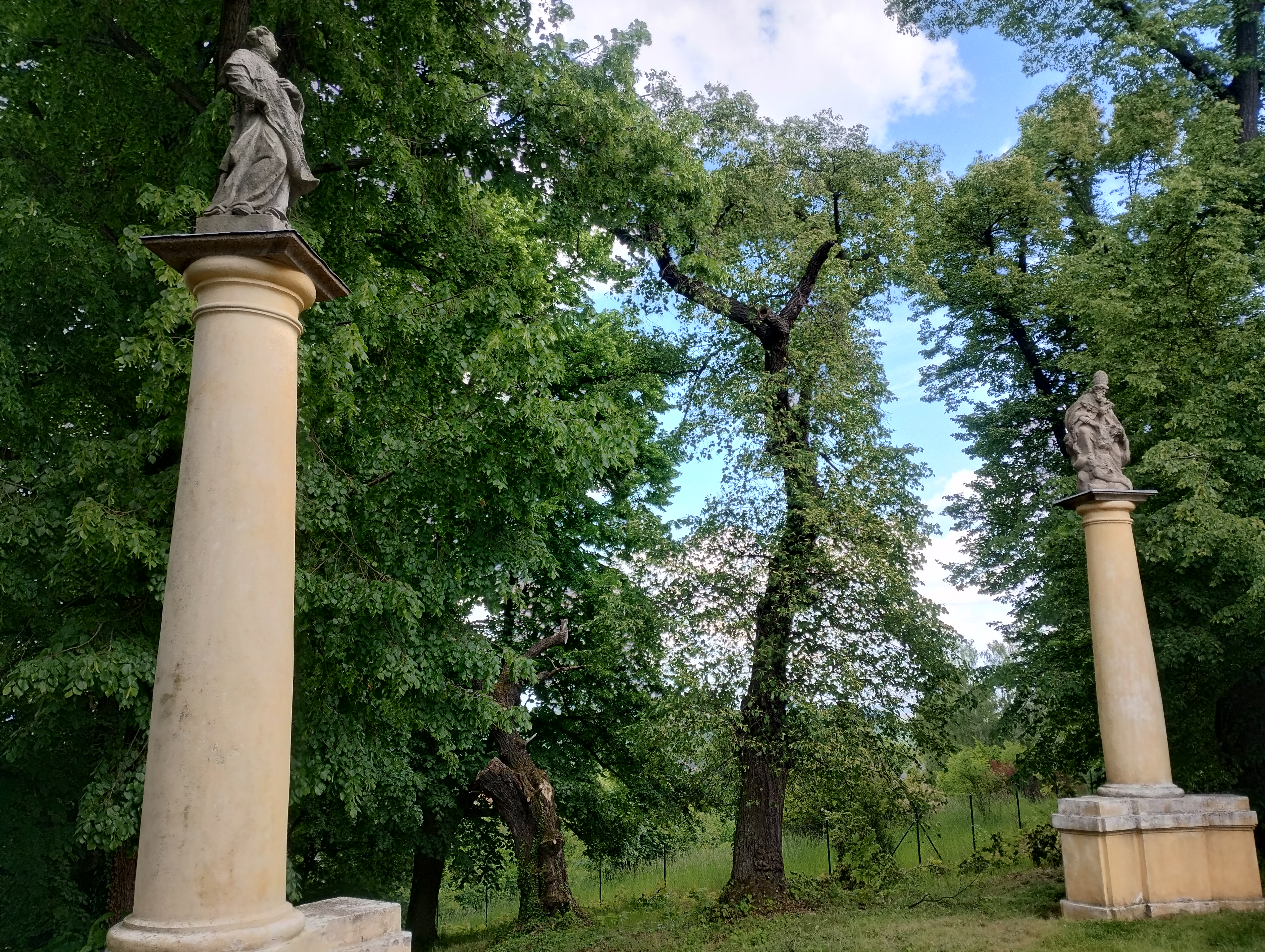
Dvojice sloupů se sochami sv. Vavřince a Nejsvětější Trojice
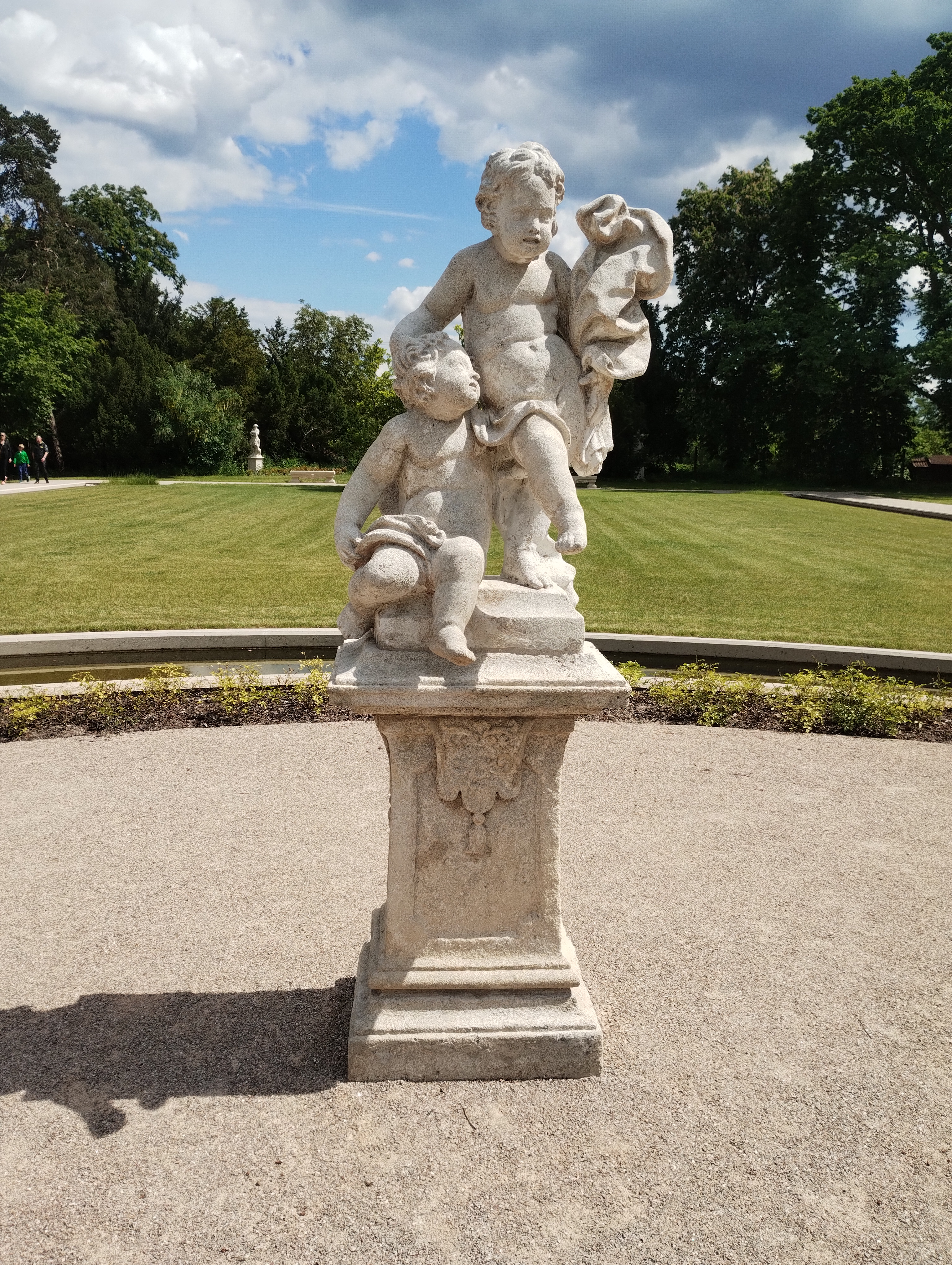
Sousoší dvou putti
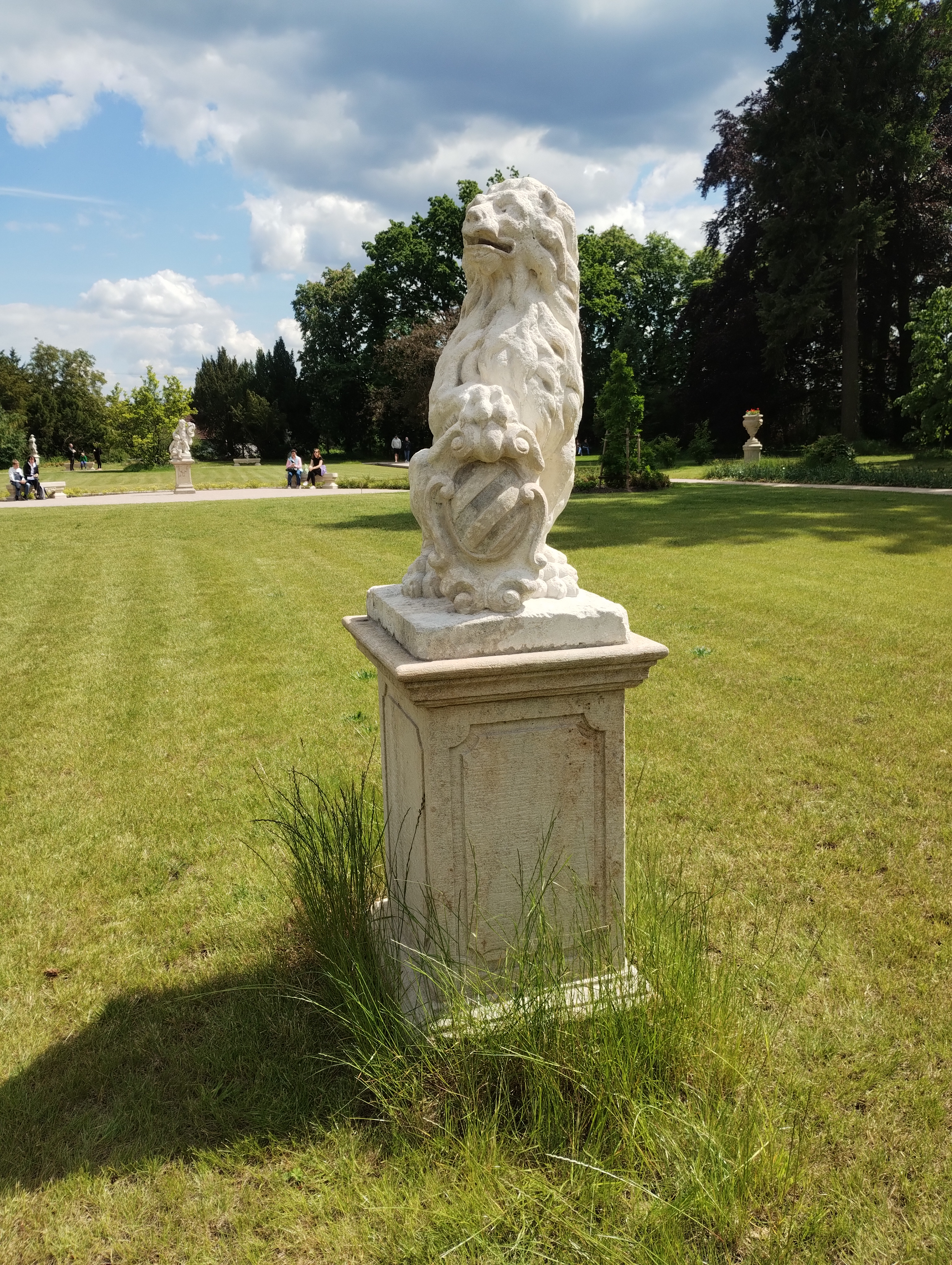
Socha lva

Zákoutí zámeckého parku
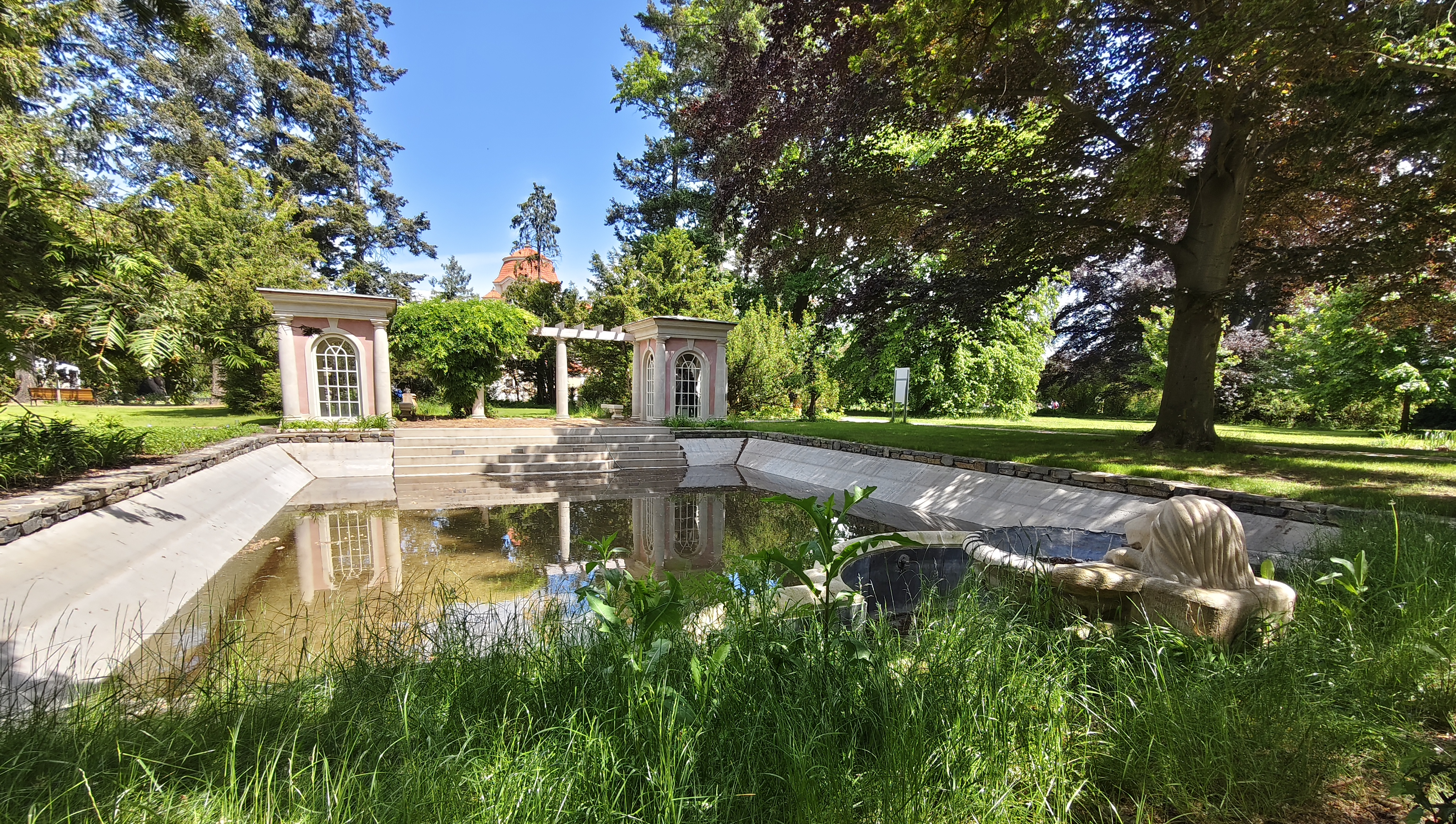
Bazén a dva altány spojené pergolou, v popředí kašna s hlavou lva
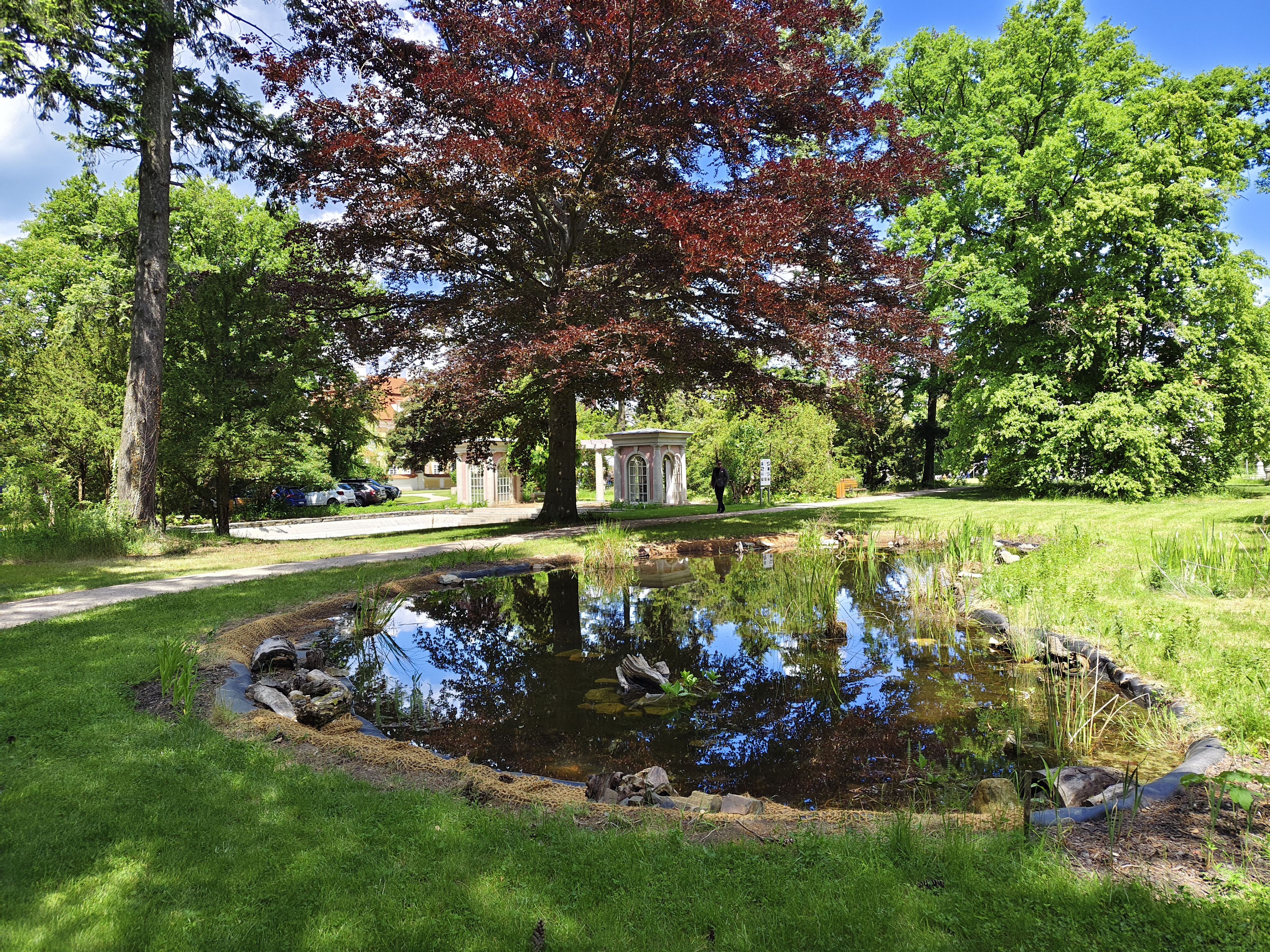
Přírodní jezírko
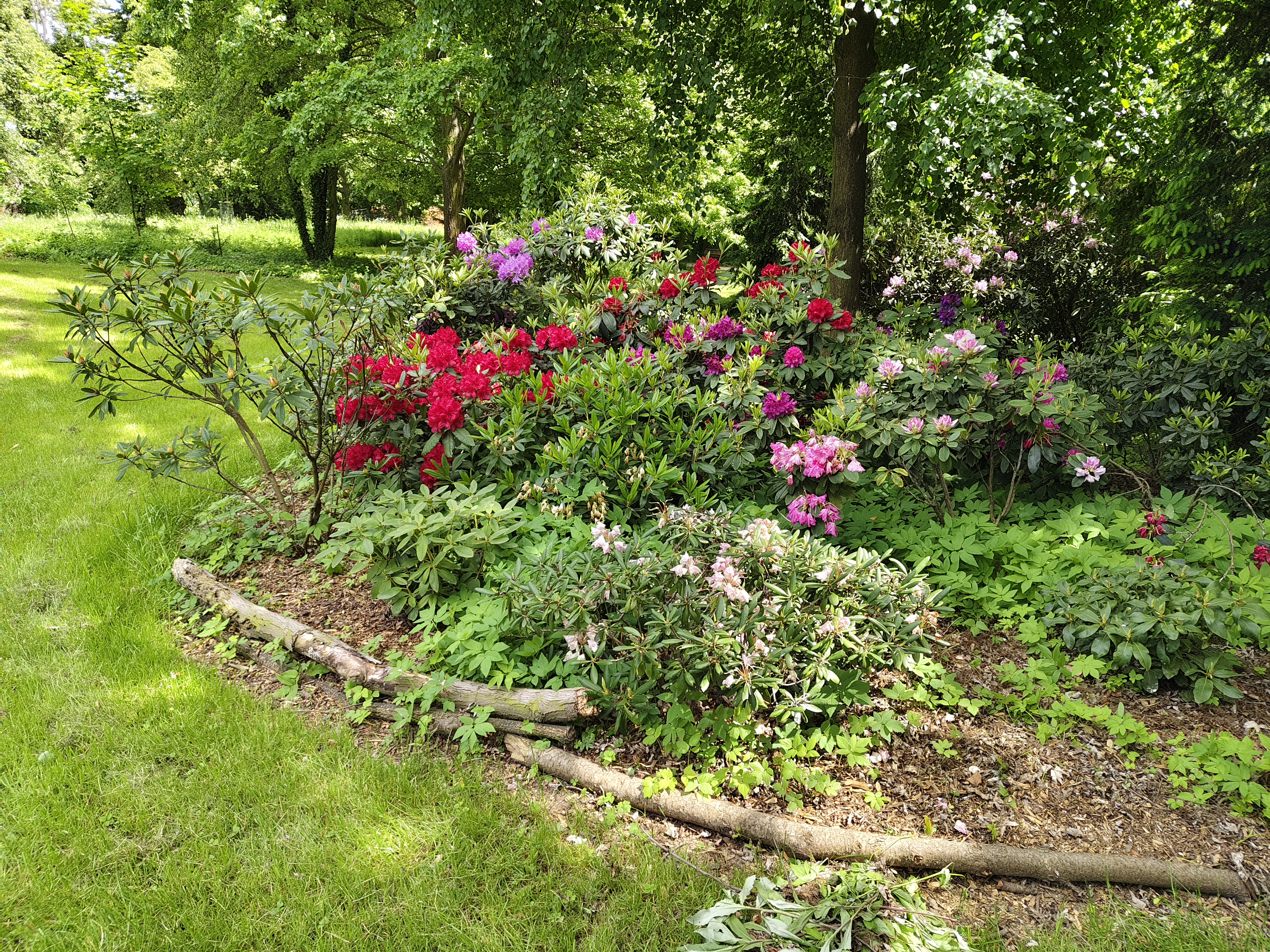
Záhon kvetoucích keřů
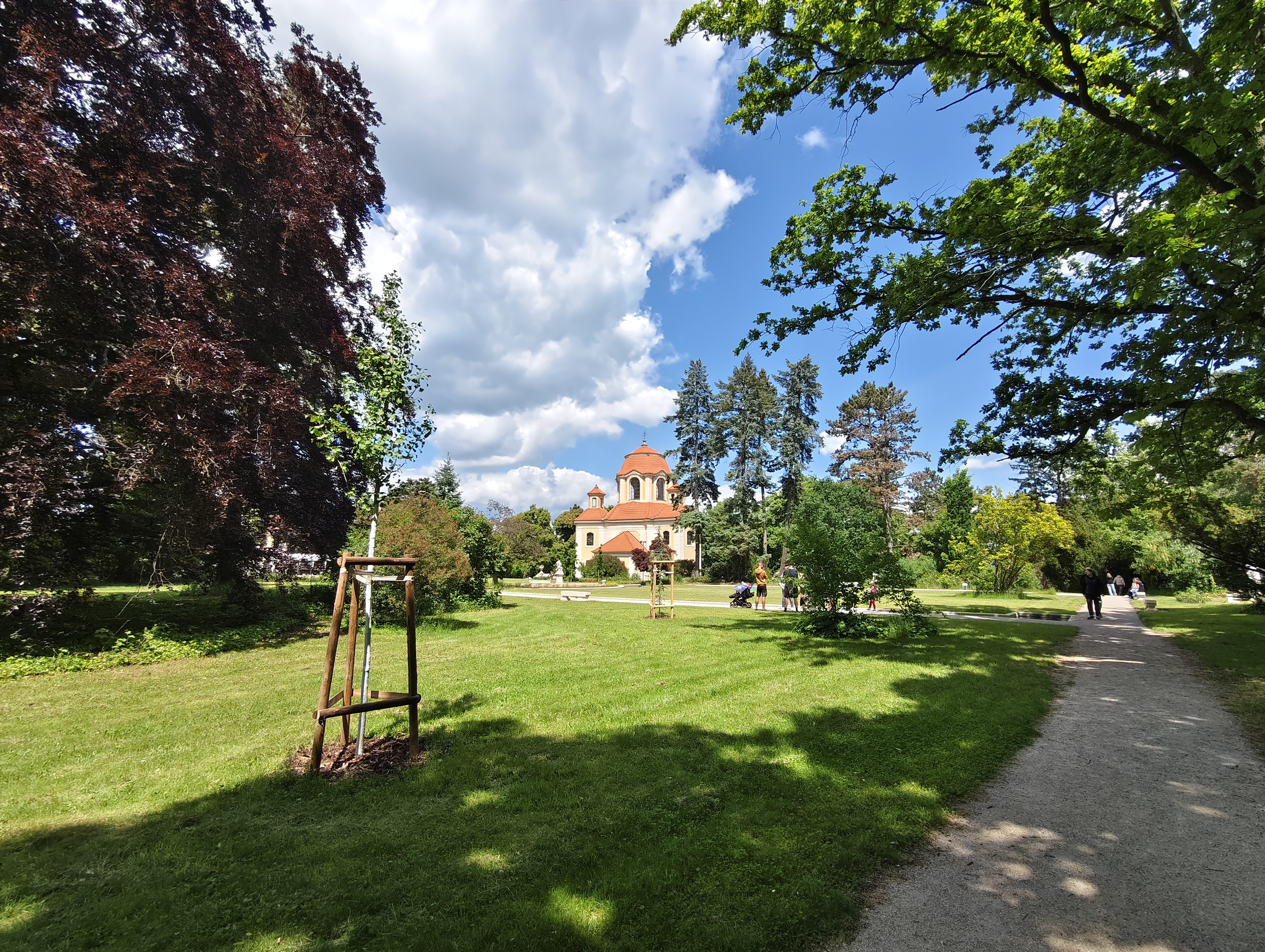
Pohled zahradou na kapli sv. Anny

Kaple sv. Anny od Jana Blažeje Santiniho-Aichela
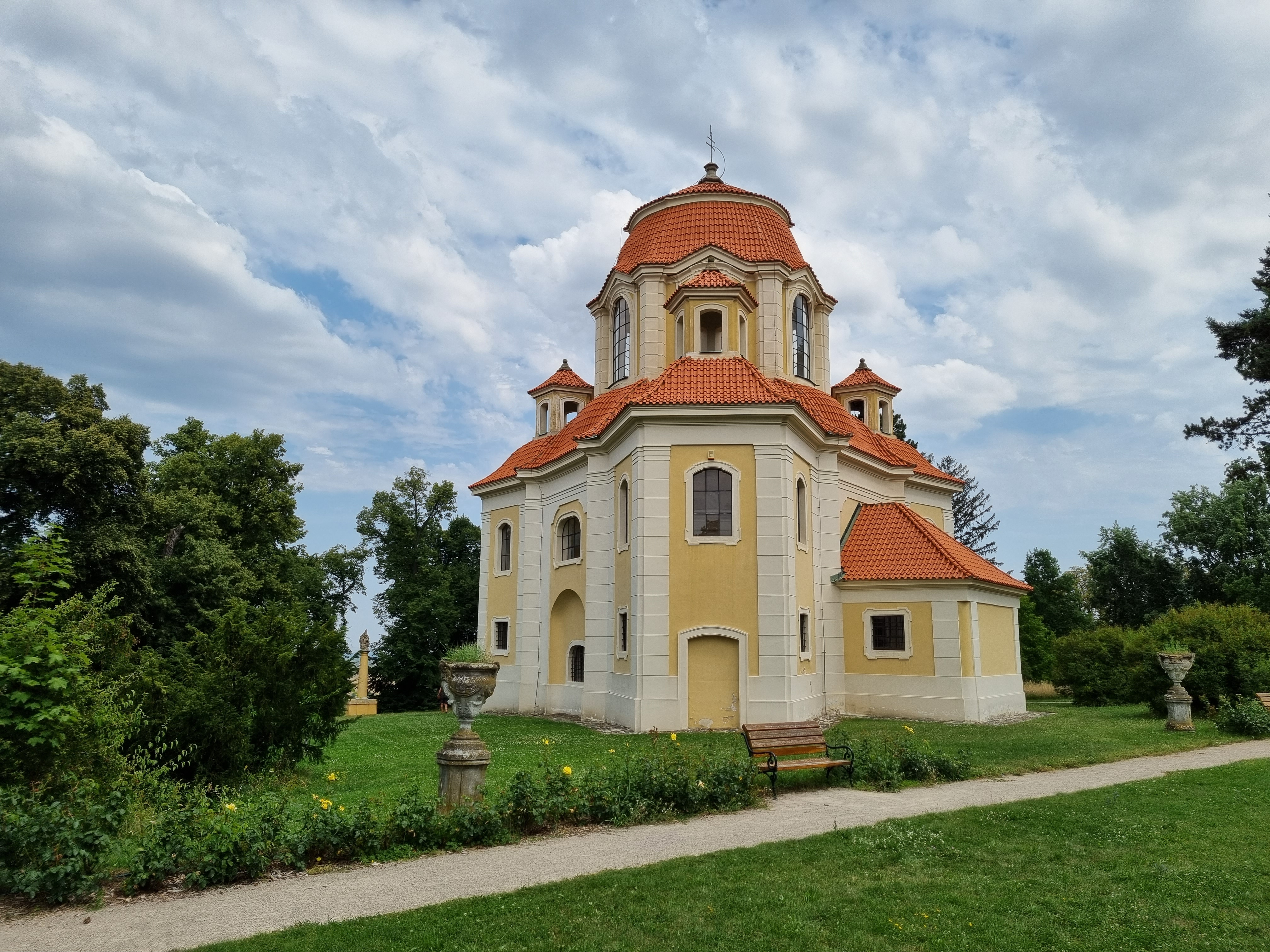
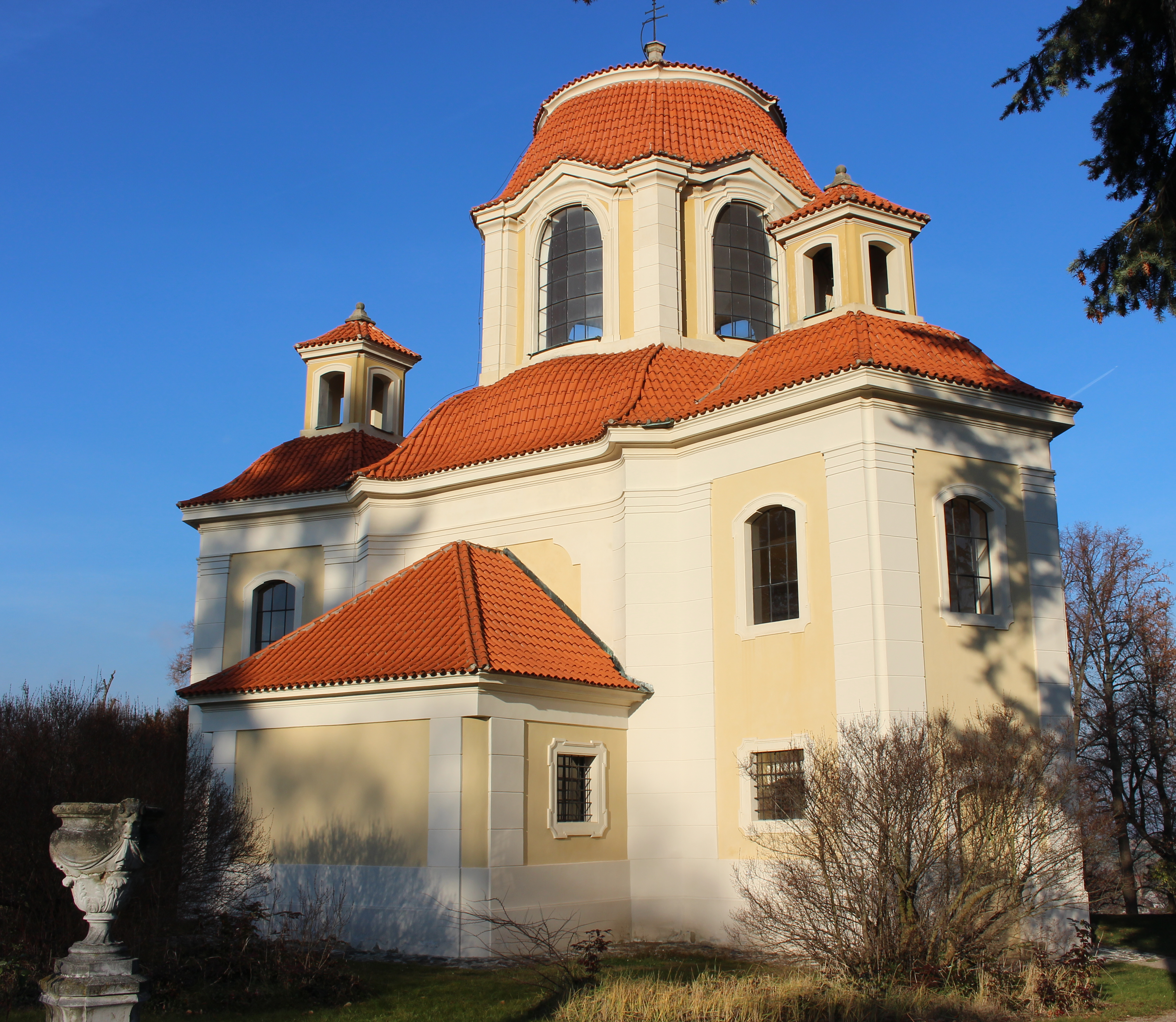
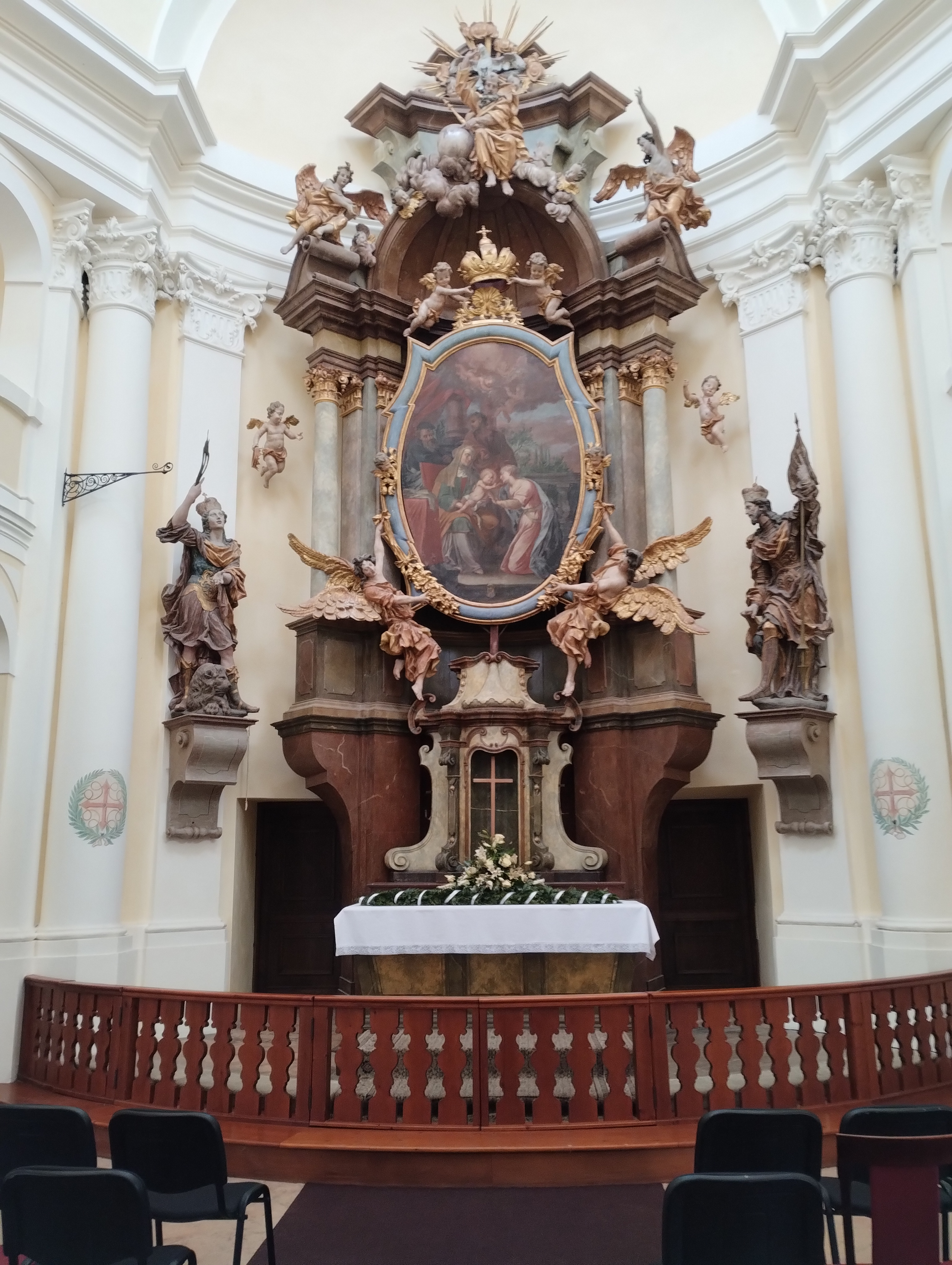
Hlavní oltář
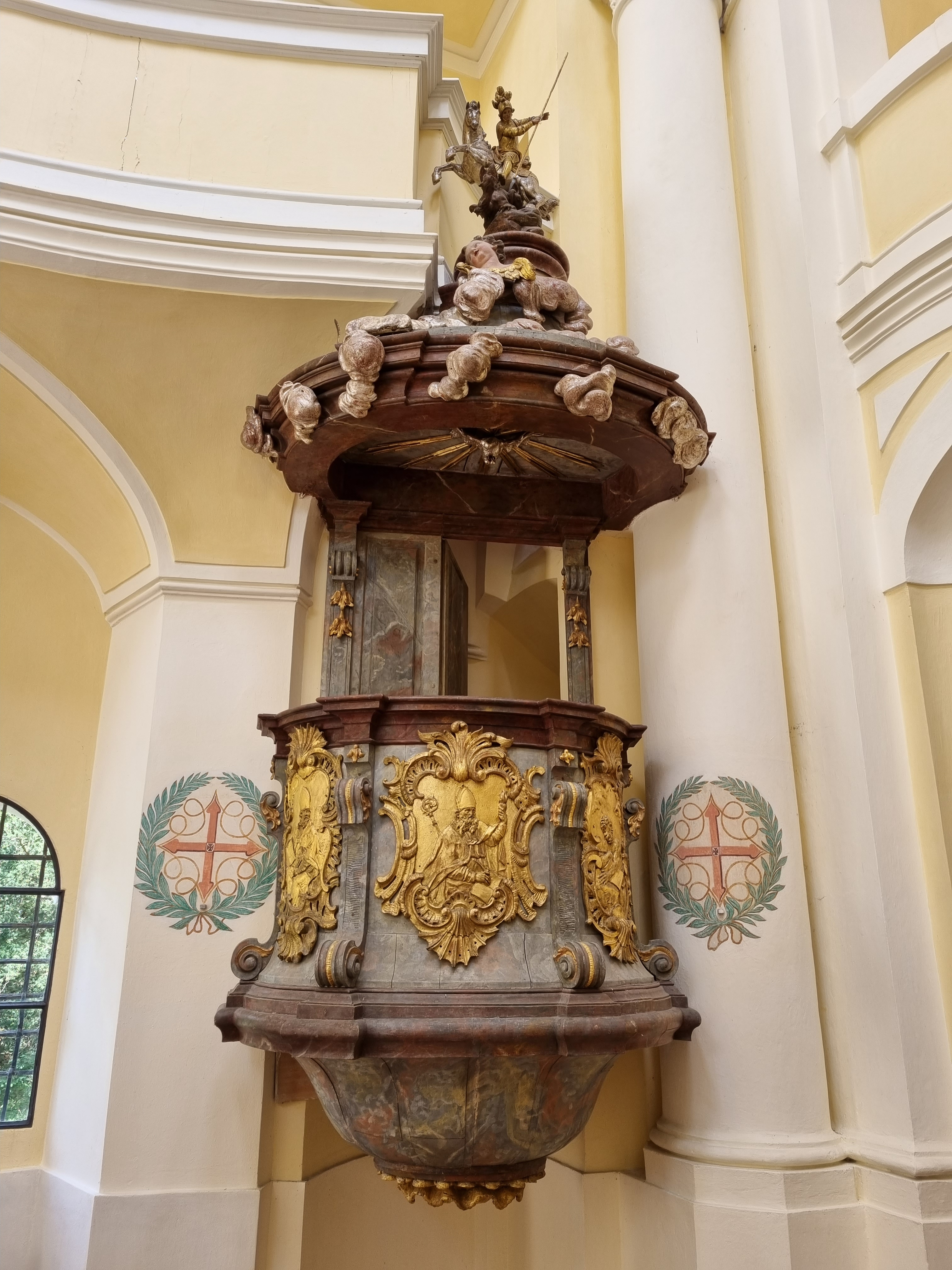
Kazatelna